# Şerif Turgut
Şerif Turgut (?–) török újságírónő, az ország első női haditudósítója. Legjobban a boszniai háború tudósítójaként ismert.
Nemzetközi politikából diplomázott mesterszakon az amerikai George Washington Egyetemen. Akkor döntötte el, hogy haditudósító lesz, amikor fényképeket látott a Bosznia-Hercegovinában található omarskai haláltáborról, melyet a Boszniai Szerb Köztársaság Hadserege állított fel és irányított a boszniai háború első éveiben. Turgut egyedül, szabadúszó újságíróként ment Boszniába, eleinte azzal a szándékkal, hogy csak tíz napot tölt ott, végül azonban csaknem öt évet maradt az országban, és egész életét megváltoztatták az ott látott borzalmak.
A török ATV tévécsatornának tudósított a boszniai háborúról, amelyben 1992 és 1995 között több mint százezer ember vesztette életét. Ezután tudósított a koszovói háborúból, az iraki háborúból és sok más konfliktusról, többek közt az algériai polgárháborúról, a nyugat-szaharai háborúról és a második csecsen háborúról is. A koszovói háború alatt segített a Törökországban letelepedő menekülteknek azzal, hogy információkkal látta el őket Koszovóban maradt rokonaikról.
Több mint három évig vezette az ENSZ Nyilvános Információs Irodáját Közép-Libériában. Ezalatt részt vett az információterjesztési mechanizmus megalkotásában és kezelésében a demilitarizáció, társadalmi integráció, politikai rehabilitáció, választások és a háború utáni átalakulás területén.
Barátságot kötött Miguel Gil Moreno de Mora spanyol haditudósítóval, akivel az 1995-ös srebrenicai mészárlás után azonnal Srebrenicába ment. Miguel Gil Morenót később lelőtték a Sierra Leone-i polgárháborúban. A második libériai polgárháborúban összebarátkozott az angol Tim Hetheringtonnal és az amerikai Chris Hondrosszal, két haditudósítóval, akiket 2011-ben megöltek a líbiai polgárháborúban.

## Kitüntetések
Több mint tíz török és nemzetközi díjban részesült a boszniai háború során folytatott újságírói tevékenységéért. 2002-ben a Stanfordi Egyetem John S. Knight újságíró-társaságának tagja lett.
Şerif Turgut szerepelt Savaşı Anlatan Kadınlar („Női haditudósítók”) című dokumentumfilm-sorozatban, melyet a TRT adott le 2013-ban, nőnapkor.

## Fordítás
- Ez a szócikk részben vagy egészben  a(z)   Şerif Turgut című angol Wikipédia-szócikk ezen változatának fordításán alapul.  Az eredeti cikk szerkesztőit annak laptörténete sorolja fel. Ez a jelzés csupán a megfogalmazás eredetét és a szerzői jogokat jelzi, nem szolgál a cikkben szereplő információk forrásmegjelöléseként.